# Santo Stefano Rotondo

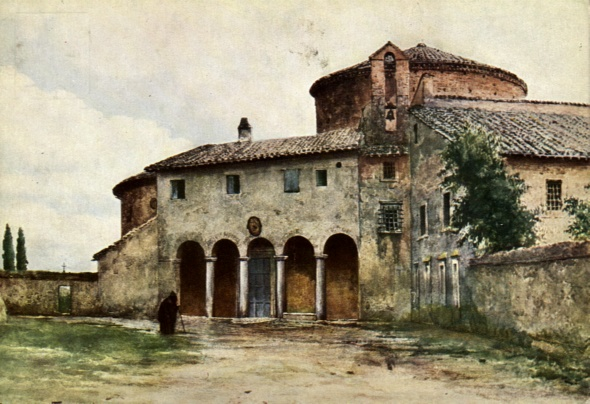
S. Stefano Rotondo, Nördliche Außenansicht mit der Vorhalle von 1140, Gemälde von Ettore Roesler Franz, um 1880.

Die Basilica minor Santo Stefano Rotondo, auch Santo Stefano al Monte Celio, vollständig Basilica di Santo Stefano Rotondo al Celio, ist eine Kirche in Rom auf dem Hügel Celio im Osten der Altstadt im 1. Rione Monti. Sie wurde zwischen 468 und 483 geweiht und trägt das Patrozinium des heiligen Stephanus. Sie ist Titelkirche von Friedrich Kardinal Wetter, Rektoratskirche der Pfarrei Santa Maria in Domnica und Nationalkirche der ungarischen Katholiken. Nach dem Abriss der Kirche Santo Stefano degli Ungheresi im Vatikan 1776 erhielt sie auch eine Kapelle des heiligen Ungarnkönigs Stephan I.

## Vorgängerbauten
Der Caelius war in der römischen Kaiserzeit ein bevorzugtes Wohngebiet von Rom. Die Via Caelimontana, die heutige Via di Santo Stefano Rotondo, verband die Porta Caelimontana in der alten Servianischen Mauer mit der im 3. Jahrhundert erbauten Porta Praenestina. An ihr lag die im 2. Jahrhundert errichtete Castra Peregrinorum, eine Kaserne für Soldaten, die von Provinzlegionen nach Rom versetzt wurden und die bis ins 4. Jahrhundert genutzt wurde. Um das Jahr 180 n. Chr. war in die Kaserne ein Mithräum eingebaut worden, das bei Ausgrabungen unter der heutigen Kirche aufgefunden wurde. Das Mithräum war auch nach der Aufgabe der Kaserne noch in Benutzung und wurde wohl erst kurz vor Errichtung der Kirche verlassen und zerstört. Diese Ausgrabungen sind nur auf Anfrage zu besichtigen.
Aufgrund der außergewöhnlichen Form der Kirche gab es in der Vergangenheit Mutmaßungen, die Kirche gehe auf einen antiken Rundtempel zurück, etwa einen Tempel des Faunus oder des Kaisers Claudius, was aber durch archäologische Untersuchungen widerlegt wurde.

## Baugeschichte und Beschreibung der Kirche
Über der eingeebneten Castra Peregrinorum wurde Mitte des 5. Jahrhunderts unter Papst Leo I. (440-461) mit dem Bau der Kirche zu Ehren des hl. Stephanus begonnen, wahrscheinlich veranlasst durch die schnelle Ausbreitung des Kults für diesen ersten christlichen Märtyrer, dessen Reliquien 415 in Jerusalem aufgefunden worden sein sollen. Aus dem Liber Pontificalis ist zu entnehmen, dass die Weihe unter Papst Simplicius (468-483) stattgefunden hat. In den römischen Synodalakten von 499 wird S. Stefano in Caelio Monte bereits als Titelkirche genannt.
Bei diesem vielleicht großartigsten Bauwerk der Spätantike handelt es sich um einen über drei konzentrischen Kreisen errichteten Zentralbau mit einem Gesamtdurchmesser von 65,80 m. Die konzentrischen Kreise mit dem eingeschriebenen griechischen Kreuz gelten als typische Bauform östlicher Memorialbauten. Auffallend ist, dass sich die Kreuzform auch bei Fenstern in der Außenmauer und in der ursprünglichen Dachgestaltung über den Kreuzarmen findet, außerdem als Signum auf den Kämpferplatten der Säulen im äußeren Umgang.
Im inneren Kreis (ca. 23 m Durchmesser) tragen 22 Granitsäulen mit durchlaufendem Architrav einen 22 m hohen Tambour. Die beiden anschließenden runden Umgänge werden durch eine Säulenkolonnade mit Arkaden getrennt. Von dem äußeren Ring gingen ursprünglich vier Kreuzarme aus. Eine Besonderheit bei der Bauausführung ist die Verwendung von Terrakottaröhren in den Gewölben der inneren Räume und des Tambours. Wegen der starken Transformationen des Kirchenbaus im Laufe der Zeit ist die Raumverteilung heute weder von außen noch von innen nachvollziehbar.
Zwischen 590 und 596 gründete Papst Gregor I. ein Kloster bei der Kirche. Papst Hadrian I. ließ die Kirche in seiner Amtszeit 772 bis 795 restaurieren. Doch in den Wirren des 11. und 12. Jahrhunderts wurde sie fast zerstört. Bei der umfassenden Erneuerung unter Papst Innozenz II. (1130–1143) wurde die Kirche auf den Zentralraum mit dem inneren Umgang verkleinert und die Säulen zwischen dem inneren und äußeren Umgang in die neue Außenmauer inkorporiert und mit Rundfenstern versehen, so dass von dem äußeren Umgang heute nur noch die beiden Kapellen und das Vestibül erhalten sind; gleichzeitig entstand auf der Nordseite eine offene Vorhalle mit vier Granitsäulen. Zur Sicherung des Tambours musste der Zentralraum durch eine Stützarkade mit zwei Granitsäulen und korinthischen Spolienkapitellen in der Mitte geteilt werden.
1450 kamen Kirche und Kloster an den ungarischen Bettelorden der Pauliner. Bernardo Rossellino aus Florenz renovierte die Kirche 1450–1454 und schuf den Hochaltar im Stil der Renaissance. Der Verfall der Kirche setzte sich in den folgenden Jahrhunderten fort. So lobte Mitte des 15. Jahrhunderts Flavio Biondo die Marmorsäulen, die Inkrustationen der Wände und die Arbeiten der Cosmaten, beklagte aber das fehlende Dach.
1579 übernahm das Collegium Hungaricum die Kirche. Es wurde 1580 mit dem Collegium Germanicum zum Pontificium Collegium Germanicum et Hungaricum de Urbe vereinigt, welches bis heute die Kirche unterhält. Die neuen Eigentümer ließen die heute noch bestehende achteckige Schrankenanlage um das zentrale Presbyterium errichten und den ganzen Kirchenraum durch Malereizyklen ausschmücken.

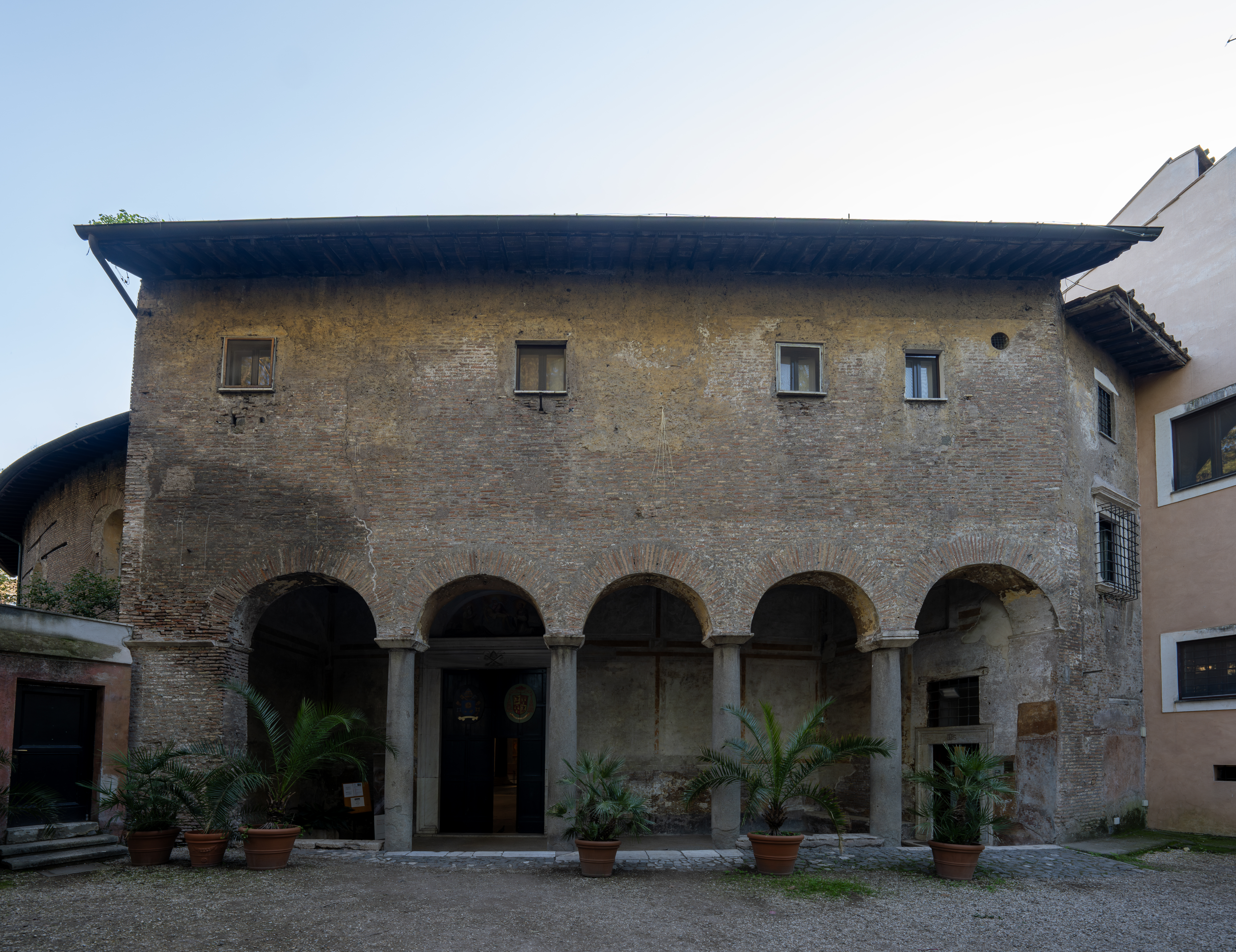
Santo Stefano Rotondo, Äußeres, heute
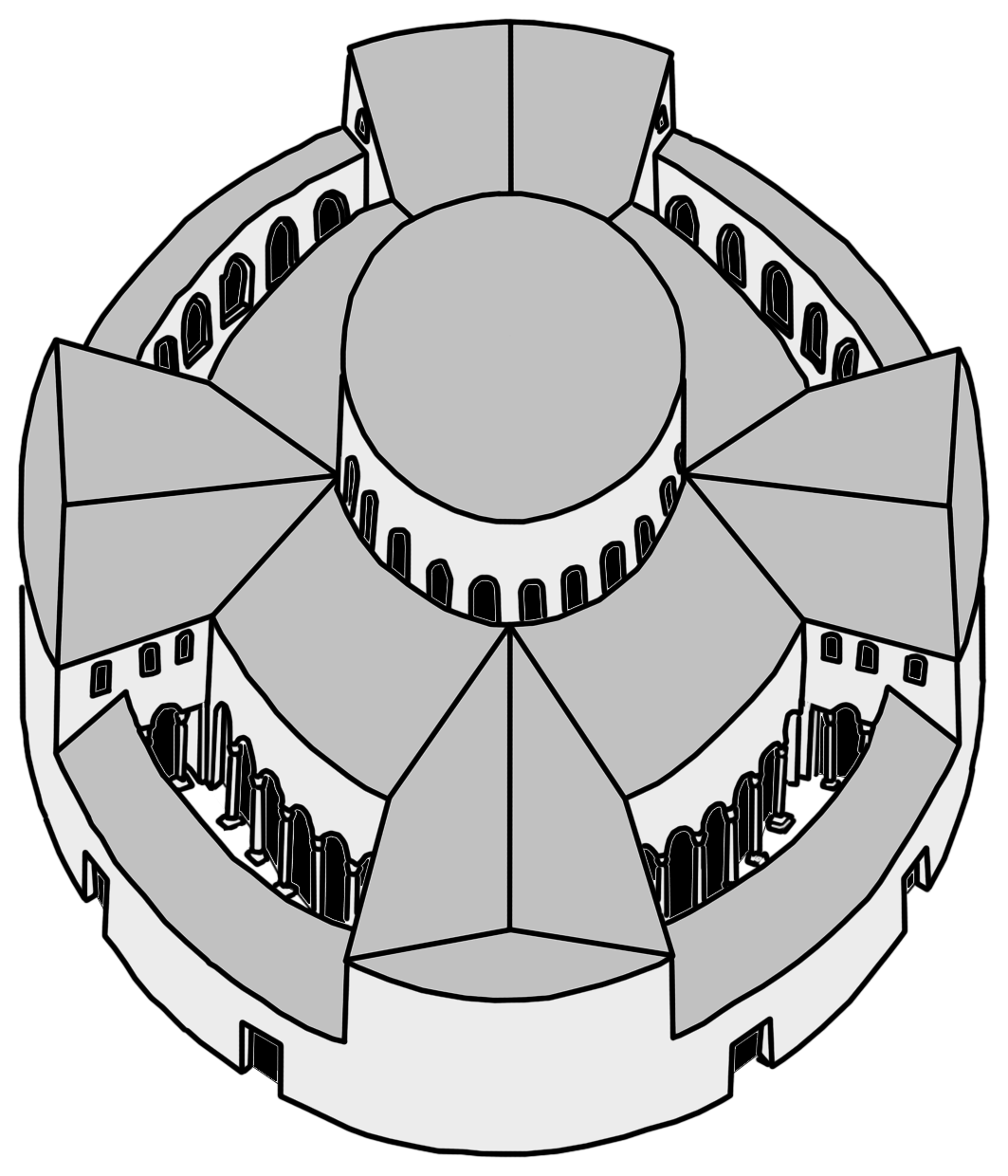
Rekonstruktion des Zentralbaus aus dem 5. Jahrhundert
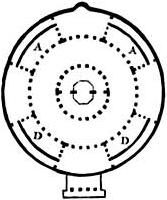
Rekonstruktion des ursprünglichen Grundrisses

## Innenausstattung
In den Jahren 523 bis 530 wurde die reiche Innenausstattung des ersten Kirchenbaus vollendet, insbesondere durch Verkleidung der Wände und Auslegung der Böden mit farbigen Marmorplatten.
Im Zentralraum war ursprünglich ein langer Gang mit seitlichen Gittern eingebaut, der sich vor dem Altar kreuzförmig öffnete, was bei der jüngsten Restaurierung anhand vorgefundener Reste in dem neuen Fußbodenbelag kenntlich gemacht worden ist. Im Eingangsbereich der Kirche steht heute ein antiker Marmorsitz mit Blumenreliefs, der Papst Gregor dem Großen als Bischofsstuhl gedient haben soll; die Signatur an der Fußstütze MAG(ister) JOH(annes) könnte von einem mittelalterlichen Meister stammen, der den Sitz überarbeitet hat.
Im Jahr 1582 erhielten Niccolò Circignani und Matteo da Siena (Landschaftshindergründe) von Papst Gregor XIII. den Auftrag, die Innenwände des Deambulatoriums mit Darstellungen von Martyrien in 32 Szenen auszumalen. Die vom Rektor des Collegium Germanicum et Hungaricum ausgewählten Szenen sollten die legendenhaften Geschichten der frühchristlichen Märtyrer unter den römischen Kaisern illustrieren. Sie zeigen in drastischer Weise die Folterungen und Exekutionen und stehen inhaltlich im Zeichen der Gegenreformation und einer Neubewertung des Martyriums. Das Fresko mit dem Martyrium der heiligen Ursula von Köln und der 11.000 Jungfrauen zeigt im Hintergrund den von zahlreichen Schiffen befahrenen Rhein und eine Stadtansicht von Köln mit dem damals noch unvollendeten Dom.
1778 wurde dem heiligen Stephan von Ungarn eine Kapelle gewidmet. Sie beherbergt das Grabmal von Bernardino Cappella, das von Lorenzetto im Jahr 1524 geschaffen wurde. Im gleichen Jahr wurde die Kapelle von Pietro Camporese (1726–1781) umgestaltet. Sie diente fortan als ungarische Nationalkirche in Rom, da die ursprüngliche Kirche dem Neubau der Sakristei des Petersdomes weichen musste. 2006 wurde die Kapelle von einem internationalen Team unter der Leitung von Zsuzsanna Wierdl restauriert.
In der Kirche finden sich noch weitere Gräber. So wurde Archidiakon János Lászai, Kanoniker von Gyulafehérvár 1523 hier bestattet; er hatte in Rom eine erfolgreiche Laufbahn eingeschlagen und es bis zum päpstlichen Beichtvater gebracht. Sein Grabmal ist ein gutes Beispiel für die Bildhauerei der Renaissance. Eine Inschrift in der Kirche bezeugt die Bestattung des irischen Königs Donnchad mac Briain, Sohn von Brian Bóruma und König von Munster, der 1064 in Rom gestorben war.
Die jüngsten Forschungen und die nunmehr abgeschlossene erste Phase der Restaurierungsarbeiten bestätigen die außergewöhnliche Bedeutung dieses Kirchenbaus für die Übergangszeit von der Spätantike zum Mittelalter. Die Ergebnisse sind vorbildlich zusammengefasst in dem von Elio de Rosa herausgegebenen deutschsprachigen Kirchenführer Roma Sacra: Santo Stefano Rotondo, Itinerarium 34, Rom 2 2013, S. 1–54.

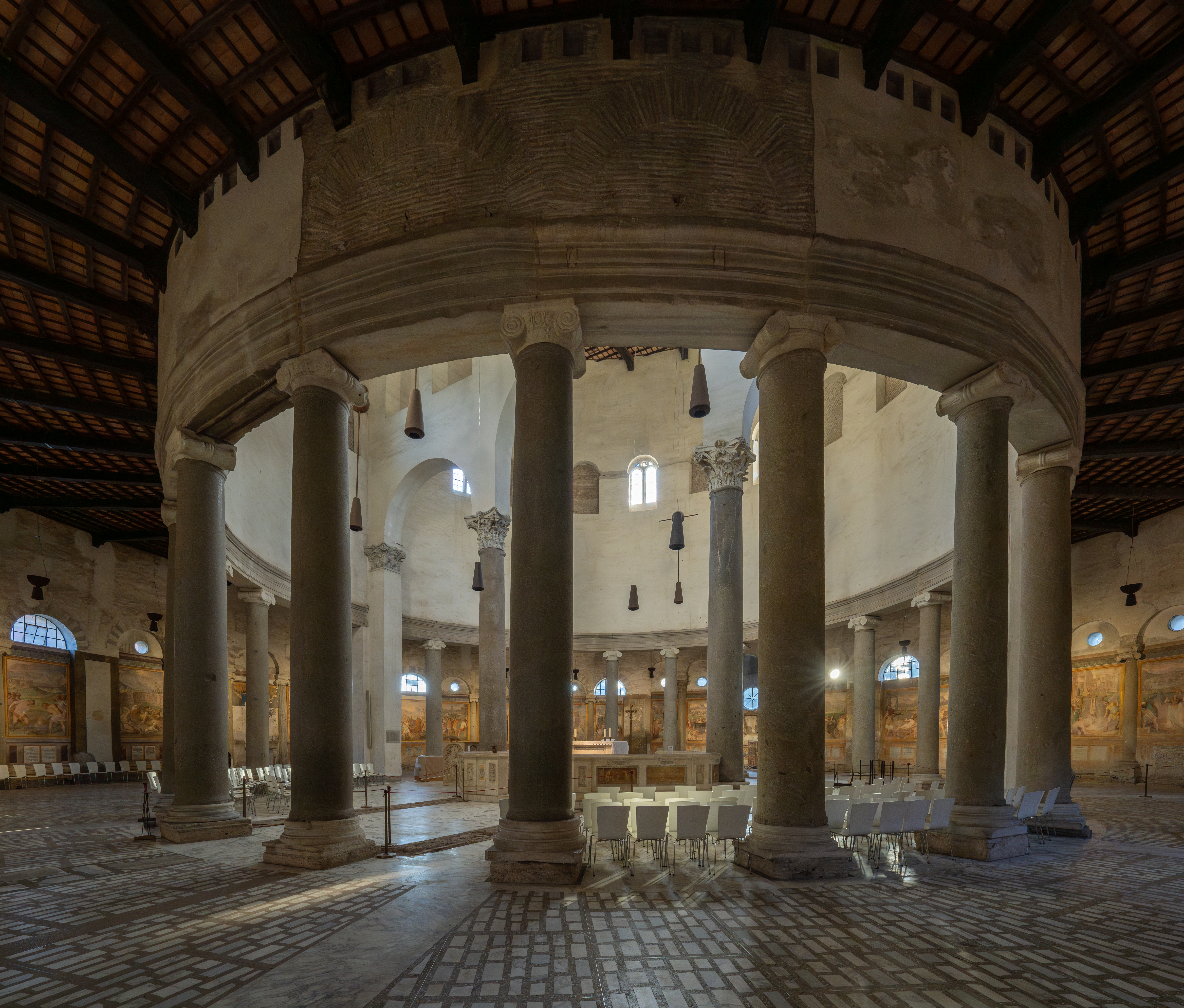
Innenansicht
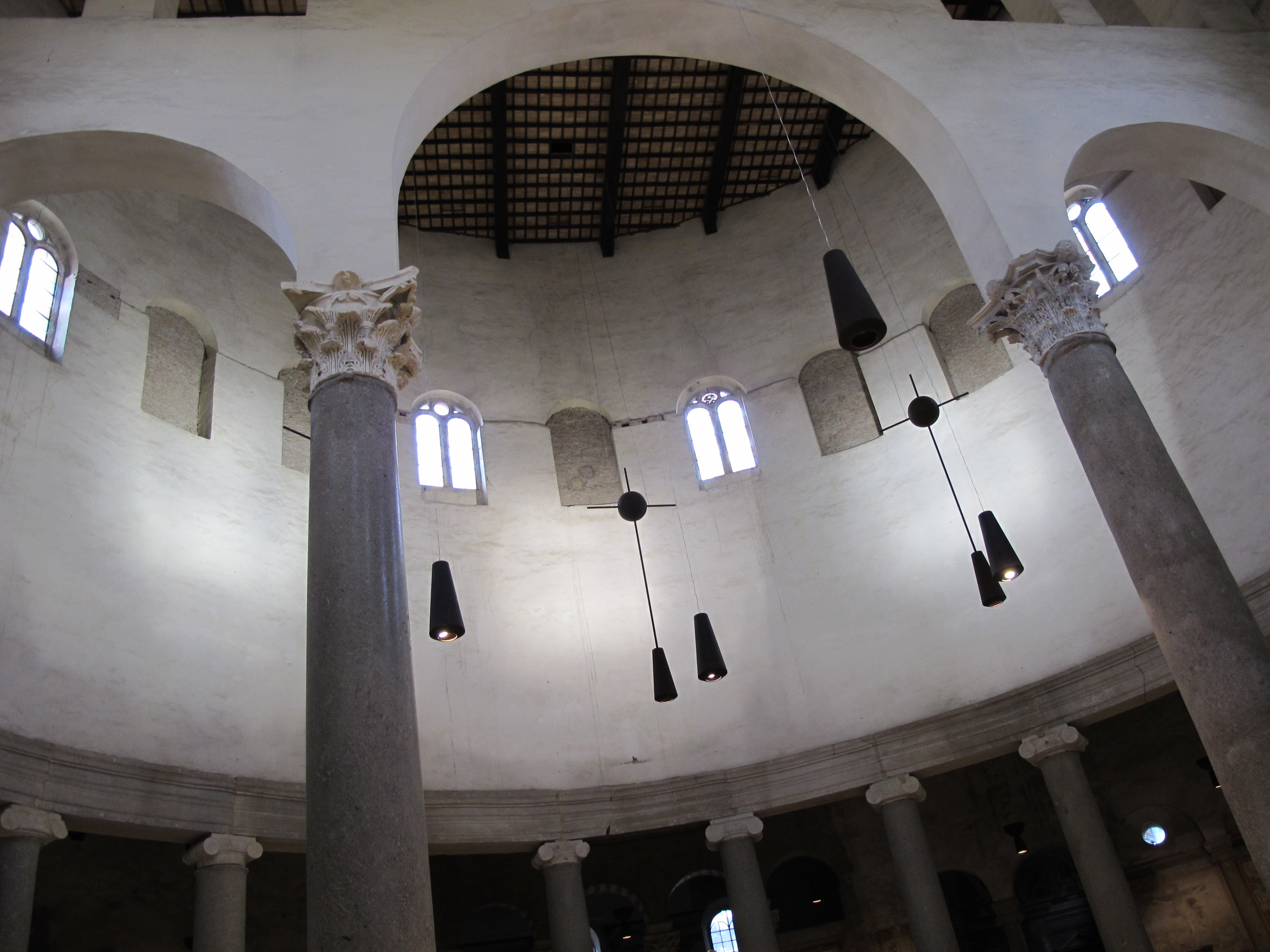
Stützarkade des 12. Jh. im Zentralraum

## Kapelle der Heiligen Primus und Felicianus
Papst Theodor I. ließ in seiner Amtszeit (642–649) die Reliquien der um 286 unter Kaiser Diocletian gemarterten Heiligen Primus und Felicianus aus der Katakombe S. Alessandro an der Via Nomentana nach S. Stefano überführen. Die Reliquien sollten hinter den Stadtmauern besser geschützt, aber auch an den Altären der Stadtkirchen würdiger verehrt werden können. Es war die erste bekannte Überführung von Reliquien in eine römische Stadtkirche. Aus diesem Anlass wurde der nordöstliche Kreuzarm des Zentralbaus als Kapelle zu Ehren der Märtyrer Primus und Felicianus hergerichtet und die dort angebaute Apsis mit einem Mosaik geschmückt.
Dieses Mosaik, das aus der Zeit um 649 stammt, zeigt im Zentrum das mit Edelsteinen besetzte Triumphkreuz, darüber in einem Rundschild die Büste Christi und am oberen Rand die aus dem Himmel hervorgestreckte Hand Gottvaters mit einem Kranz. Vor einem Goldgrund, der im unteren Teil in einen symbolischen Garten Eden übergeht, stehen die beiden Titelheiligen in Tunica und Chlamys, geschmückt mit dem auf die Chlamys aufgenähten purpurfarbenen Tablion nach Art byzantinischer Würdenträger. Die Heiligen, die mit ihren Namen bezeichnet sind, halten in ihrer Rechten eine Schriftrolle. Den unteren Abschluss bildet die Widmungsinschrift. Auf den Wandmalereien der Kapelle hat Antonio Tempesta um 1580 die Martyrien der Titelheiligen dargestellt.

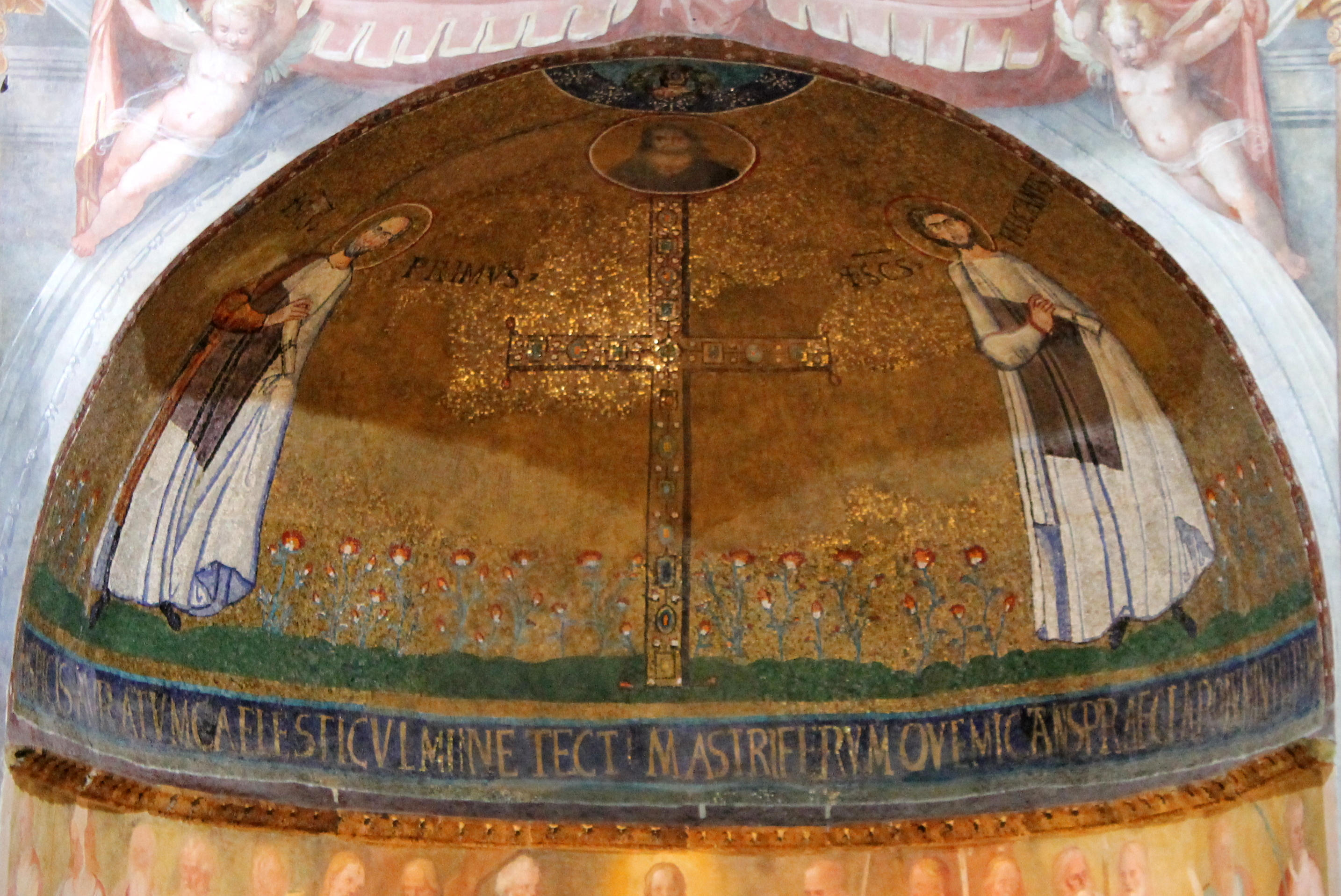
Apsismosaik in der Kapelle der Märtyrer Primus und Felicianus, um 649
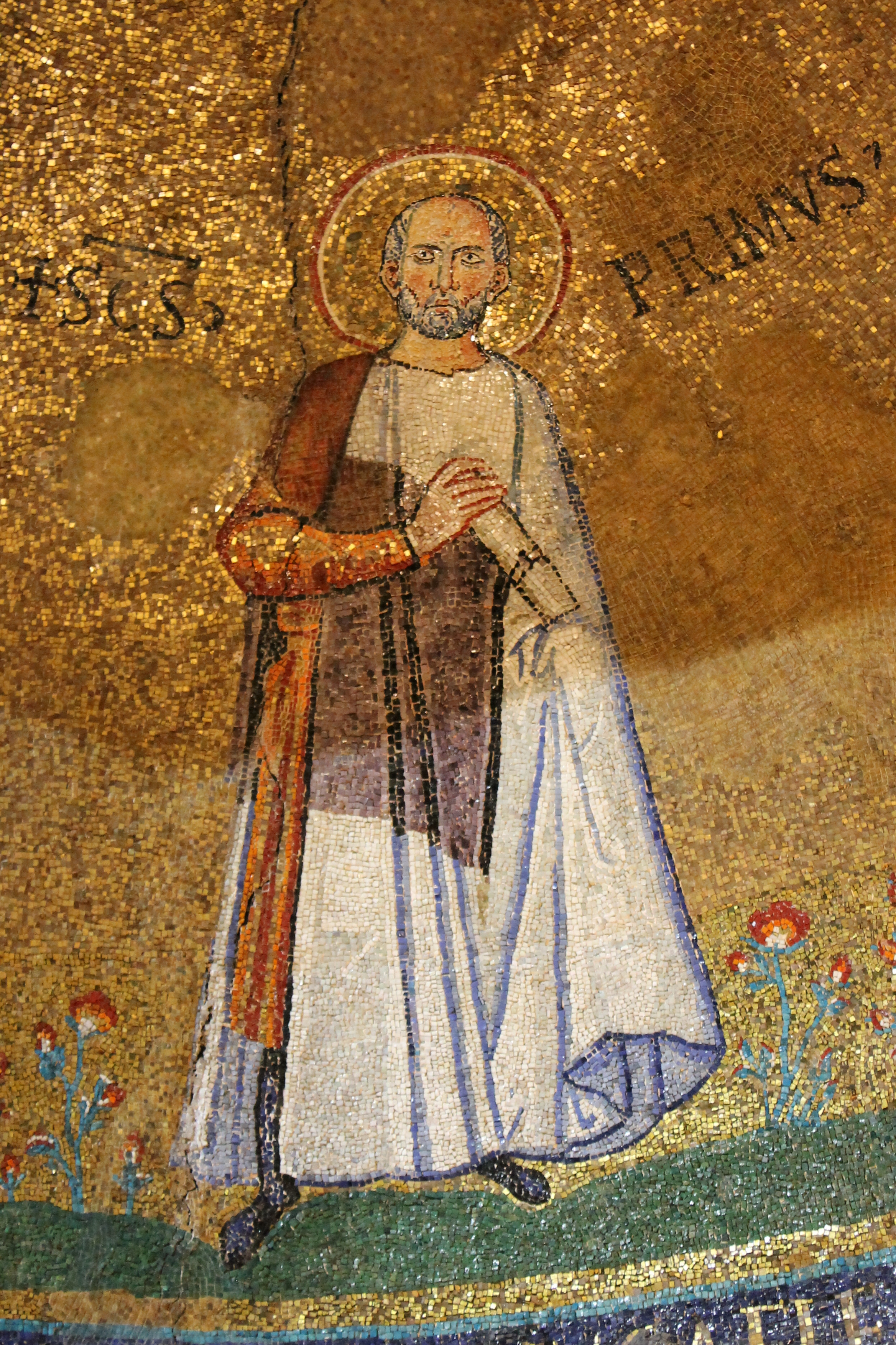
Der unter Kaiser Diocletian gemarterte Primus, Mosaik um 649

## Kardinalpriester
- Liste der Kardinalpriester von Santo Stefano Rotondo